# Шкредь Сергій Олексійович
Сергі́й Олексі́йович Шкре́дь (нар. 27 травня 1985, м. Луцьк, Волинська область, Українська РСР — пом. 22 березня 2015, м. Дніпро, Дніпропетровська область, Україна) — український військовослужбовець, солдат Збройних сил України, учасник російсько-української війни.

## Життєпис
Народився 1985 року в місті Луцьку. Закінчив 8 класів луцької загальноосвітньої школи № 25 та з 2000 продовжив навчання у Луцькому комерційному технікумі, який закінчив у 2003 році. Служив в Управлінні оперативної служби міліції, звільнився у званні старшого лейтенанта.
У зв'язку з російською збройною агресією проти України мобілізований до лав 51-ї окремої механізованої бригади, м. Володимир-Волинський. У подальшому проходив службу в ужгородській військовій частині. Брав участь в антитерористичній операції.
Солдат, гранатометник 15-го окремого гірсько-піхотного батальйону 128-ї окремої гірсько-піхотної бригади, в/ч А1778, м. Ужгород.
29 січня 2015-го під час бойових дій в районі міста Дебальцеве дістав важку мінно-вибухову травму внаслідок обстрілу терористами опорного пункту, — наскрізне поранення у плече, ЗЧМТ, закрита травма живота з ушкодженням внутрішніх органів. Лікувався в центральній районній лікарні м. Бахмут (на той час — Артемівськ), з 3 лютого — у Дніпрі, переніс кілька операцій. Стан ускладнився через зараження крові. Земляки збирали кошти на дороговартісні ліки, було проведено благодійну виставку-ярмарок hand made «Світ нашими руками» для збору коштів. Сергій майже два місяці боровся за життя. Помер 22 березня 2015-го в Дніпропетровській обласній клінічній лікарні імені Мечникова.
Без Сергія залишилися батьки та сестра. Похований 24 березня на міському кладовищі Луцька в селі Гаразджа, на Алеї почесних поховань.

## Нагороди та відзнаки
- За особисту мужність і високий професіоналізм, виявлені у захисті державного суверенітету та територіальної цілісності України, вірність військовій присязі, відзначений — нагороджений орденом «За мужність» III ступеня (04.06.2015, посмертно)[4].
- За жертовну любов до своєї Вітчизни, відданість, доблесть і звитягу, нагороджений відзнакою 51-ї ОМБр «За мужність та відвагу» (посмертно).
- почесний громадянин м. Луцька.

## Вшанування пам'яті
- 9 грудня 2015 на фасаді будівлі Коледжу технологій, бізнесу та права СНУ імені Лесі Українки в Луцьку відкрито пам'ятну дошку честі Вадима Саверського, Миколи Жиганюка та Сергія Шкредя[5].